# Saint-Martin-lès-Langres
Saint-Martin-lès-Langres è un comune francese di 91 abitanti situato nel dipartimento dell'Alta Marna nella regione del Grand Est.

## Società

### Evoluzione demografica
Abitanti censiti